# Karz
Karz (hindi: क़र्ज़, urdu: قرض, tłum. Obowiązek) – bollywoodzki dramat z wątkami miłosnymi i sensacyjnymi. W 1980 roku zrealizowany przez Subhash Ghai (Taal, Paredes). Grają Simi Garewal, Rishi Kapoor, Pran, Durga Khote i Aruna Irani. Duet Laxmikant-Pyarelal – nagrodzono za muzykę. W filmie motyw sławnego piosenkarza, który jest mściwym wcieleniem zamordowanego bohatera i motyw matki, której serce rozpoznaje syna w innym ciele (powtórzony potem w Om Shanti Om).

## Fabuła
Utakamand w górskiej części Tamil Nadu. Posiadłość rodziny Verma zagrożona jest przejęciem przez głuchoniemego gangstera. Przegrawszy w sądzie udaje mu się podstępem zdobyć prawa do wspaniałych plantacji herbaty. Ich właściciel Ravi Sherma ginie zabity przez własną żoną. Wkrótce opłacona przez gangstera Kamini (Simi Garewal) pozbywa się z pałacu matki Raviego Shanty Prasad Vema (Durga Khote) i jej córki. Zrozpaczona matka błaga boginię Kali o zemstę. I mściciel powraca 21 lat później. Sławnego piosenkarza Montiego (Rishi Kapoor) zaczynają prześladować obrazy z jego poprzedniego wcielenia. Przyjeżdża do Ooty (Utakamand).

## Obsada
- Rishi Kapoor ... Monty Oberoi
- Raj Kiran ... Ravi Verma
- Simi Garewal ... Kamini
- Tina Munim ... Tina
- Pinchoo Kapoor ... Mr. Oberoi
- Premnath ... Sir Judah
- Pran ... Kabira

## Muzyka i piosenki
Muzykę do filmu skomponował duet Laxmikant-Pyarelal, autorzy muzyki do takich filmów jak Khalnayak, Hum, Dayavan, Ram Lakhan, Mr. India, Tezaab Is Acid, Amar Akbar Anthony, Bobby.
- „Dar-e-Dil” Mohammad Rafi
- „E-Dil”
- „Ek Hasina Thi” (Asha Bhosle, Kishore KUmar)
- „Om Shanti Om” (Kishore KUmar)
- „Paisa Paisa” (Kishore Kumar)
- video piosenki „EK Hasina Thi”

## Nagrody i nominacje
- Nagroda Filmfare za Najlepszą Muzykę – Laxmikant-Pyarelal
- nominacja do Nagrody Filmfare dla Najlepszej Aktorki Drugoplanowej-Simi Garewal
- nominacja do Nagrody Filmfare za Najlepszy Playback Męski -Kishore Kumar za Om Shanti Om
- nominacja do Nagrody Filmfare za Najlepszy Playback Męski -Mohammed Rafi za Darde Dil
- nominacja do Nagrody Filmfare za Najlepszy Tekst Piosenki – Anand Bakshi za Om Shanti Om
- nominacja do Nagrody Filmfare za Najlepszy Tekst Piosenki – Anand Bakshi za Darde Dil

## Muzyka i piosenki
- „Dar-e-Dil” Mohammad Rafi
- „E-Dil”
- „Ek Hasina Thi” (Asha Bhosle, Kishore KUmar)
- „Om Shanti Om” (Kishore KUmar)
- „Paisa Paisa” (Kishore Kumar)
- video piosenki „EK Hasina Thi”